# Herchies (Oise)
Herchies és un municipi francès, situat al departament de l'Oise i a la regió dels Alts de França. L'any 2007 tenia 635 habitants.

## Demografia

### Població
El 2007 la població de fet de Herchies era de 635 persones. Hi havia 230 famílies de les quals 41 eren unipersonals (16 homes vivint sols i 25 dones vivint soles), 74 parelles sense fills, 99 parelles amb fills i 16 famílies monoparentals amb fills.
La població ha evolucionat segons el següent gràfic:
Habitants censats

### Habitatges
El 2007 hi havia 243 habitatges, 231 eren l'habitatge principal de la família, 6 eren segones residències i 6 estaven desocupats. 231 eren cases i 10 eren apartaments. Dels 231 habitatges principals, 203 estaven ocupats pels seus propietaris i 28 estaven llogats i ocupats pels llogaters; 2 tenien una cambra, 11 en tenien dues, 23 en tenien tres, 70 en tenien quatre i 125 en tenien cinc o més. 194 habitatges disposaven pel capbaix d'una plaça de pàrquing. A 82 habitatges hi havia un automòbil i a 132 n'hi havia dos o més.

### Piràmide de població
La piràmide de població per edats i sexe el 2009 era:
| Homes | Edats   | Dones |
| ----- | ------- | ----- |
| 0     | 95 o +  | 0     |
| 0     | 90 a 94 | 0     |
| 0     | 85 a 89 | 0     |
| 0     | 80 a 84 | 0     |
| 4     | 75 a 79 | 4     |
| 8     | 70 a 74 | 4     |
| 12    | 65 a 69 | 16    |
| 24    | 60 a 64 | 16    |
| 8     | 55 a 59 | 16    |
| 28    | 50 a 54 | 16    |
| 24    | 45 a 49 | 20    |
| 20    | 40 a 44 | 40    |
| 16    | 35 a 39 | 12    |
| 36    | 30 a 34 | 36    |
| 12    | 25 a 29 | 16    |
| 16    | 20 a 24 | 16    |
| 32    | 15 a 19 | 32    |
| 12    | 10 a 14 | 28    |
| 4     | 5 a 9   | 52    |
| 12    | 0 a 4   | 16    |

## Economia
El 2007 la població en edat de treballar era de 429 persones, 311 eren actives i 118 eren inactives. De les 311 persones actives 288 estaven ocupades (146 homes i 142 dones) i 23 estaven aturades (14 homes i 9 dones). De les 118 persones inactives 42 estaven jubilades, 55 estaven estudiant i 21 estaven classificades com a «altres inactius».

### Ingressos
El 2009 a Herchies hi havia 228 unitats fiscals que integraven 625 persones, la mediana anual d'ingressos fiscals per persona era de 19.088 €.

### Activitats econòmiques
Dels 10 establiments que hi havia el 2007, 5 eren d'empreses de construcció, 2 d'empreses de comerç i reparació d'automòbils, 1 d'una empresa de transport i 2 d'empreses de serveis.
Dels 5 establiments de servei als particulars que hi havia el 2009, 1 era un paleta, 1 guixaire pintor, 1 fusteria, 1 lampisteria i 1 electricista.
L'any 2000 a Herchies hi havia 5 explotacions agrícoles.

## Equipaments sanitaris i escolars
El 2009 hi havia una escola elemental.

## Poblacions més properes
El següent diagrama mostra les poblacions més properes.